# جوستين ميكيلي
جوستين ميكيلي (بالإنجليزية: Justine Miceli)‏ هي ممثلة أمريكية، ولدت في 30 أبريل 1959 في Sunnyside, Queens ‏ في الولايات المتحدة.

## أعمال

### مسلسلات
- الملفات الغامضة
- إن واي بي دي بلو

## وصلات خارجية
- جوستين ميكيلي على موقع IMDb (الإنجليزية)
- جوستين ميكيلي على موقع قاعدة بيانات الأفلام السويدية (السويدية)
- جوستين ميكيلي على موقع قاعدة بيانات الفيلم (الإنجليزية)
- جوستين ميكيلي على موقع كينوبويسك (الروسية)